# Оперативне мистецтво
Операти́вне мисте́цтво — самостійна галузь воєнного мистецтва, охоплює теорію й практику підготовки й ведення загальновійськових (загальнофлотських), самостійних і спільних операцій, а також бойових дій (операцій) об’єднань видів збройних сил.
Складові частини оперативного мистецтва:
- загальновійськове оперативне мистецтво;
- оперативне мистецтво ПС;
- оперативне мистецтво ВМС;
- оперативне мистецтво тилу Збройних сил України.

Теорія оперативного мистецтва проводить дослідження закономірностей, змісту і характеру сучасних операцій та інших форм оперативного застосування об’єднань; розробляє способи підготовки й ведення операцій (бойових дій); способи та методи організації й підтримання взаємодії, всебічного забезпечення військ (сил), які беруть участь у операції (бойових діях) й управління ними; розробляє оперативні вимоги до організації об’єднань та їх озброєння; виробляє рекомендації до оперативного обладнання території країни; вивчає погляди ймовірного противника на ведення воєнних дій оперативного масштабу.
Практика оперативного мистецтва охоплює діяльність командування, штабів й військ (сил) щодо підготовки й ведення операцій, управління військами (силами) й їх всебічного забезпечення у операціях (бойових діях).
Принципи оперативного мистецтва: 
1. Підтримання постійної готовності військ (сил).
2. Рішучість і активність дій.
3. Постійне прагнення до захоплення та втримання ініціативи.
4. Узгодження застосування військ (сил).
5. Рішуче зосередження зусиль у вирішальний момент на найважливіших напрямах і для вирішення головних завдань.
6. Одночасне ураження противника на всю глибину його шикування.
7. Раптовість дій.
8. Своєчасне нарощування зусиль на найважливіших напрямах та у вирішальних моментах.
9. Сміливий маневр військами, силами, засобами та вогнем.
10. Створення, відновлення та вміле використання резервів.
11. Закріплення досягнутого успіху.
12. Своєчасне відновлення боєздатності військ (сил).
13. Всебічне забезпечення бойових дій.
14. Облік та вміле використання морально-психологічного стану.
15. Тверде і безперервне управління військами.